# William Wilson Morgan
William Wilson Morgan (ur. 3 stycznia 1906, zm. 21 czerwca 1994) – amerykański astronom.
Pracował w Obserwatorium Yerkes, przez trzy lata był jego dyrektorem. Wspólnie z Phillipem C. Keenanem oraz Edith Kellman z tegoż obserwatorium stworzyli klasę jasności gwiazd. Razem z Donaldem Osterbrockiem oraz Stewartem Sharplessem wykazał istnienie spiralnych ramion Drogi Mlecznej na podstawie precyzyjnych pomiarów odległości gwiazd typu widmowego O i B. Wraz z Haroldem Johnsonem wprowadził fotometryczny system UBV.

## Nagrody i wyróżnienia
- Bruce Medal (1958)
- Henry Norris Russell Lectureship (1961)
- Medal Henry’ego Drapera (1980)
- Medal Herschela (1983)
- Jego imię nosi planetoida (3180) Morgan.